# Медаль «21 Азер»
Медаль «21 Азер» ― учреждена в 1946 году Национальным правительством Азербайджана. Медалью были награждены около 20 тысяч человек, участвовавших в национально-демократическом движении Южного Азербайджана. После падения Национального правительства награждение медалью было приостановлено.

## История
12 декабря 1945 года в Южном Азербайджане было провозглашено Национальное правительство Азербайджана. Это событие вошло в историю как движение «21 Азера», т.к. 12 декабря по иранскому календарю соответствовало 21-му дню месяца Азер.
В газете «Азербайджан», являвшейся официальным органом Азербайджанской демократической партии, об учреждении медали «21 Азер» говорилось следующее:

На заседании Национального правительства 7 февраля 1946 года было принято решении о награждении лиц, непосредственно или косвенно участвовавших в движении народного ополчения, медалью «21 Азер».